# Stuff - Il gelato che uccide
THE STUFF: siete stati avvertiti...»
(Frase tratta dal trailer)
Stuff - Il gelato che uccide (The Stuff) è un film del 1985 diretto da Larry Cohen.

## Trama
A Midland, in Georgia, due minatori scoprono una strana sostanza cremosa, di color biancastro e simile a dello yogurt. L'assaggiano e decidono di metterla sul mercato: questo nuovo dessert viene chiamato "The Stuff" ("la cosa") ed ha un enorme successo in tutta la nazione, tanto da venire continuamente pubblicizzato ed essere venduto in tutti i mercati e fast food. Sembra dare forte assuefazione a chi lo mangia poiché nessuno riesce a farne a meno. Inoltre, è dolce, cremoso e con poche calorie e perciò le vendite di altri gelati colano a picco in favore della novità.
Tuttavia, a un ragazzino, Jason, una notte, sembra di vedere un bicchiere di Stuff rovesciato e il gelato che si muove autonomamente, come se avesse vita propria. Spaventato, prova ad avvertire i propri famigliari, golosissimi di Stuff, però non gli credono. Il giorno dopo, Jason distrugge tutti i banconi del supermercato che lo vendono e, quando viene bloccato dai magazzinieri e i commessi del supermercato, proclama: "Non dovete venderlo! È velenoso!".
Frattanto, un ex-agente dell'FBI, David "Mo" Rutherford, viene assunto dalle compagnie in bancarotta, tra cui un certo Charles W. Hobbs, chiamato "Cioccolatino Charlie", per sabotare le vendite dello Stuff. Rutherford indaga e si accorge inorridito che questa mania per il nuovo dessert è più mortale di quanto si pensasse: lo Stuff è infatti in verità una forma di vita aliena che prende possesso del cervello di chi lo ingerisce (motivo della forte dipendenza) e, come un parassita, si impadronisce anche dei loro corpi consumandoli da dentro, rimpiazzando il guscio vuoto degli organi svuotati, trasformandoli in orribili zombie e, una volta abbandonati i corpi, li lascia vuoti e senza vita, uccidendoli definitivamente.
La notizia di Jason che distrugge i banconi del supermercato che vendevano Stuff attira l'attenzione di Rutherford, che decide di aiutarlo a mostrare a tutti la pericolosità del micidiale gelato. Quando anche una certa Nicole, che inizialmente faceva la pubblicità allo Stuff, vede gli effetti che provoca sulle persone e si accorge che le trasforma in zombie, si unisce anche lei contro di esso, diventando la partner e l'amante di Rutherford. Il terzetto si infiltra nell'operazione di distribuzione, un'associazione che vuole distribuire lo Stuff per eliminare la fame nel mondo, e distrugge un gigantesco lago di Stuff con un arsenale di ordigni.
Intanto, un soldato in pensione, il Colonnello Malcolm Grommett Spears, guida un'armata per combattere gli "Stuff-dipendenti" e trasmette un messaggio a tutte le TV americane di distruggere lo Stuff col fuoco ponendo fine alla mortale assuefazione causata dal prodotto, mentre Charles viene ucciso dalla malefica crema che lo lascia rinsecchito e senza vita. Rutherford, Jason, il Colonnello Spears e Nicole, la quale si scusa pubblicamente per aver pubblicizzato lo Stuff, vengono acclamati eroi nazionali.
Rutherford fa poi visita alla fabbrica che distribuiva lo Stuff. Mr Fletcher, il capo dell'azienda, gli annuncia che hanno creato un prodotto con l'88% di gelato normale e il restante 12% di Stuff, chiamato "The Taste" ("il gusto"), per invogliare le persone senza ucciderle, ma sempre principalmente per sete di denaro. Come punizione per la loro avidità e per tutte le vite perse a causa di essa, Rutherford e Jason costringono Fletcher e il suo socio a mangiare un'intera scatola contenente barattoli di Stuff. A questo punto, Rutherford fa la famosa domanda: "Lo state mangiando... o è lui a mangiare voi?" ("Are you eating it... or is it eating you?") dopodiché la polizia fa una retata nello studio di produzione mentre Jason e Rutherford se ne vanno, lasciando Fletcher e il suo socio quasi a battersi per disputarsi l'ultimo barattolo di Stuff. Nel finale si vedono alcuni contrabbandieri vendere clandestinamente lo Stuff, ora dichiarato illegale, e in una scena dopo i titoli di coda, in un bagno, una donna tiene ancora in mano un barattolo di Stuff decantandone lo slogan.